# Professor Dr. Metz
Professor Dr. Metz é uma personagem fictícia do filme 007 Os Diamantes São Eternos, de 1971, sétimo da franquia cinematográfica do espião inglês James Bond. 

## Características
Um cientista e idealista especializado em refração a laser de diamantes, ele se associa a Ernst Stavro Blofeld e à SPECTRE acreditando que o objetivo do chefe é promover o desarmamento e a paz mundial através de um novo satélite de diamantes a laser.

## No filme
Metz é visto no laboratório secreto de Blofeld que constrói o satélite, quando Bond entra no recinto disfarçado de técnico para checar os níveis de radiação no local, e, impaciente, expulsa o curioso agente das instalações. Por todo o filme ele está sempre ao lado de Blofeld tratando do desenvolvimento e dos testes do satélite. De temperamento irritadiço, quando ele descobre, após o lançamento do satélite, que as intenções de Blofeld eram bem diferentes das que pareciam, ele tenta demover o vilão de usar a arma laser instalada para destruir Washington D.C. mas é ameaçado de morte por Blofeld. Sem poder para impedir o chefe, ele assiste a tudo impotente. No final do filme, Metz está entre os homens de Blofeld atacados pela esquadrilha de helicópteros de Willard Whyte e da Marinha, e com a explosão da plataforma de petróleo que era o centro de controle secreto de lançamento de Blofeld, seu destino é desconhecido.